# Obergruppenführer

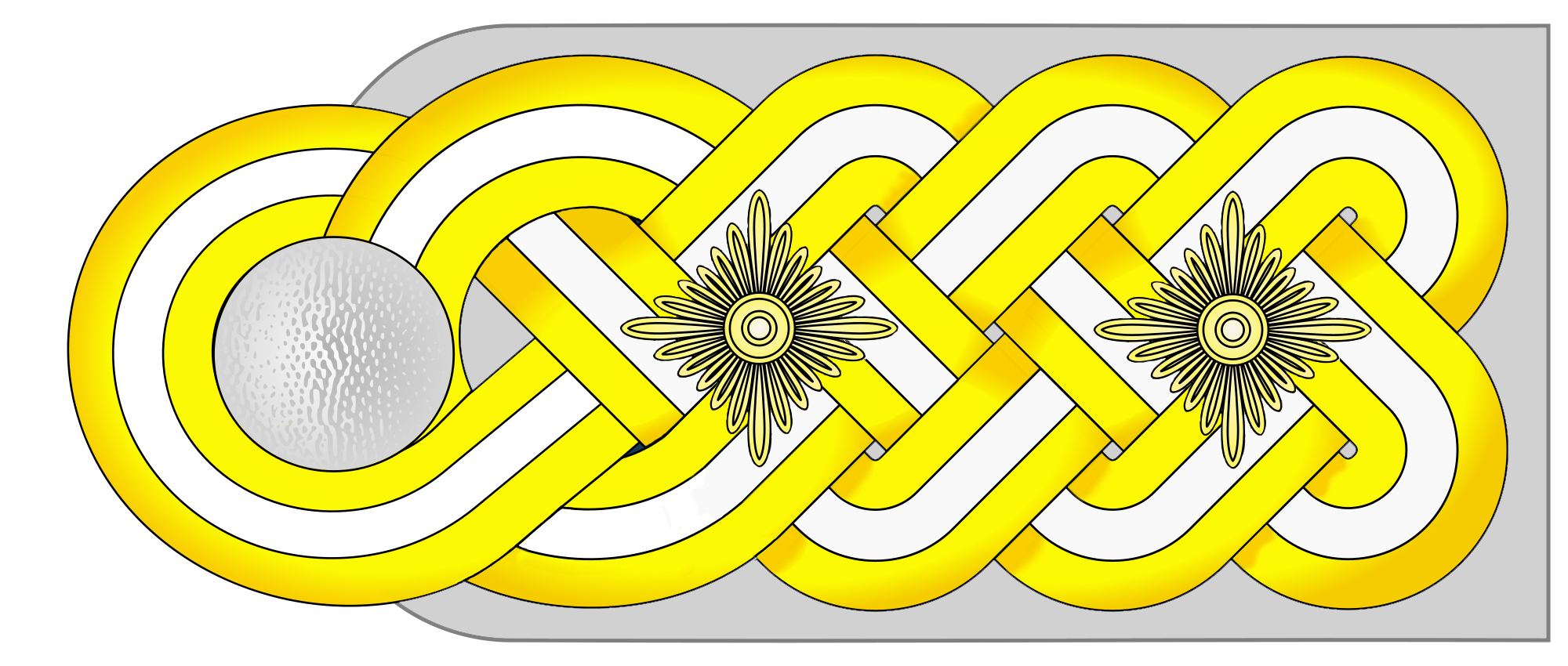
Galón de SS-obergruppenführer.

Emblema de cuello de un SS-obergruppenführer.

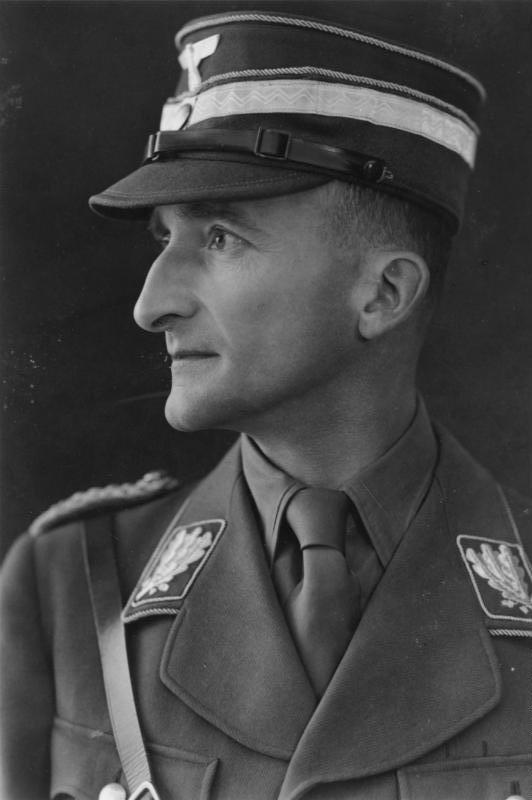
El SA-obergruppenführer Heinrich Graf Fink von Finkenstein.

Obergruppenführer fue un rango militar de las Sturmabteilung (SA) y posteriormente de las Schutzstaffel (SS), así como de las Waffen-SS, todas ellas organizaciones vinculadas al Partido Nazi de Alemania durante el periodo de 1925 a 1945. En julio de 1935 había ocho oficiales con este rango en las SS; en 1938 la cantidad ascendió a diecisiete oficiales.

## Historia
Si un obergruppenführer pertenecía a las Waffen-SS llevaba doble graduación por lo que el rango figuraba en el escalafón como:
- SS-Obergruppenführer und General der Waffen-SS.

En caso de pertenecer a cuerpos de policía su rango figuraba como:
- SS-Obergruppenführer und General der Polizei.

La razón de la doble graduación procede de que en el campo de batalla a veces unidades del Heer (Ejército regular) terminaban comandadas por generales de las SS, o al revés unidades de las Waffen-SS terminaban comandadas por generales del Ejército regular. Para solucionar esto Heinrich Himmler dictó un decreto que hacía que los generales de las SS que pertenecían a las Waffen-SS y cuerpos policiales llevaran además del grado de las SS su equivalencia respectiva, ya que los miembros del Heer (Ejército) y de la policía que no eran de las SS se confundían con el sistema de graduaciones de la Schutzstaffel, pero el llevar la equivalencia no indicaba más jerarquía. Además se debía tener el grado de SS-brigadeführer para que se aplicara dicha equivalencia.

## Equivalencia
El rango de obergruppenführer equivalía a general. En otros ejércitos podría equivaler al de general de infantería que actualmente existe en los ejércitos, como el de España o los de América central y Sudamérica. Es superior al de teniente general (gruppenführer) e inmediatamente inferior al de coronel general (oberstgruppenführer), que en el Ejército Nacional de Colombia y en el Ejército de Venezuela corresponde al de mayor general hoy en día. 
- Datos: Q154633
- Multimedia: SS-Obergruppenführer / Q154633